# Im Wagen vor mir
Im Wagen vor mir ist ein Lied des deutschen Komponisten Hans Blum, das er 1977 in einer ersten Version gemeinsam mit der Sängerin Ursula Peysang unter dem Pseudonym Henry Valentino mit Uschi veröffentlicht und gesungen hat. Als klassischer Partyschlager wurde das Lied in der Folge in zahlreichen Versionen gecovert, insbesondere von Schlager- und Punkbands. Neben dem Original des Titels wurde vor allem eine 1987 unter dem Alias Die Roten Rosen veröffentlichte Coverversion der Band Die Toten Hosen bekannt.

## Hintergrund und Entstehung
In den 1950er Jahren war der Kontrabassist Blum Teil des nach ihm benannten Hansen-Quartetts, des seinerzeit bekanntesten und meistgebuchten deutschen Musikensembles. Als Komponist und Texter von Schlagermusik schrieb Blum in den 1960er Jahren hauptsächlich Stücke für andere Interpreten, darunter Wencke Myhre, Erik Silvester, Hildegard Knef, Ivan Rebroff, Roy Black und Peter Kraus. In den Jahren 1967 und 1969 steuerte er deutsche Beiträge zum Schlagerwettbewerb Grand Prix Eurovision De La Chanson bei. Dabei blieb er selbst als Komponist und Texter eher im Hintergrund.

Etikett der Single Im Wagen vor mir von Henry Valentino mit Uschi aus dem Jahr 1977

Er erfand die stimmlich an Louis Armstrong angelehnte Kunstfigur Henry Valentino, um das 1974 erschienene Lied Ich hab’ dein Knie geseh’n aufzunehmen, an dem sonst keine Plattenfirma interessiert war. Danach trat er mehrfach als Valentino auf und veröffentlichte mehrere Lieder. Auch zum Lied Im Wagen vor mir schrieb er den Text und komponierte die Melodie. Er nahm es gemeinsam mit einer jungen Frau namens „Uschi“ (Ursula Peysang) sowie später nach deren Tod mit Daffi Cramer auf.
Die Idee zu Im Wagen vor mir kam Blum angeblich, als er mit dem Auto hinter einem anderen Fahrzeug herfuhr, in dem er eine Frau mit schönem, langem Haar zu erkennen glaubte. Als er den Wagen neugierig überholte, stellte sich heraus, dass es in Wirklichkeit ein Mann mit Langhaarfrisur war. Aus diesem Erlebnis entwickelte Blum den Songtext um einen Autofahrer, der im Wagen vor ihm ein „junges Mädchen“ entdeckt und tagträumend längere Zeit hinter ihr herfährt, während ihr diese vermeintliche Verfolgung zunehmend unheimlich wird. Blums Ehefrau, der er den Song mehrfach vorspielte, kritisierte vor allem die Melodien im Mitsingteil zunächst als „zu kompliziert, zu wenig eingängig, zu umständlich“. Erst als er den Teil auf zwei Silben reduzierte, war sie zufrieden.
Henry Valentino trat bei der Interpretation des Stücks mit einem falschen Schnauzer auf und imitierte stimmlich Louis Armstrong.

## Text und Musik

### Text
Textlich behandelt das Lied zwei Personen, einen Mann und eine Frau, die auf der Autobahn hintereinander fahren. Der Mann fährt in seinem Auto hinter der Ente der Frau und freut sich, dass er ihren Anblick von hinten ohne Hektik genießen kann, während sie sich durch seine Verfolgung gestört fühlt. Er beginnt mit:

„Im Wagen vor mir fährt ein junges Mädchen.
Sie fährt allein und sie scheint hübsch zu sein“

Die unterschiedliche Wahrnehmung der Situation wird vor allem in den Passagen deutlich, in denen die Frau ihre Position beschreibt und der Mann diese mit einem Zwischenruf kommentiert, etwa zu Beginn der zweiten Strophe:

„Was will der blöde Kerl da hinter mir nur?

(Ist sie nicht süß?)“

Die Frau fühlt sich durch den hinter ihr fahrenden Mann zunehmend belästigt und verlässt schließlich genervt die Autobahn, um seiner Verfolgung zu entgehen:

„Ich fahr’ die allernächste Abfahrt raus!

Dort werd’ ich mich verstecken hinter irgendwelchen Hecken

Verdammt, dadurch komm’ ich zu spät nach Haus’“

Dem Mann ist die Belästigung nicht bewusst und er geht davon aus, dass die Frau ihr Ziel erreicht hat:

„Bye bye mein schönes Mädchen, gute Reise

Sie hat den Blinker an, hier fährt sie ab“

### Musik
Im Wagen vor mir wird in der Originalaufnahme als Duett einer männlichen und einer weiblichen Stimme vorgetragen. Das Stück ist aus vierzeiligen Versen in zwei Doppelstrophen und einer Dreifachstrophe aufgebaut. Das Schema der Endreime lautet
[abcc abcc] [abcb abcb] [abcb abcb abcc]
Der Song beginnt mit dem Refrain „Rada rada radadadada“, vierfach wiederholt gesungen von der männlichen Stimme. Es folgt, ebenfalls von Valentino in dessen Bassstimme gesungen, die erste Doppelstrophe.
Nach einer zweifachen Wiederholung des Refrains setzt die weibliche Stimme, Uschi oder später Daffi Cramer, ein und beginnt ihren Teil. In dieser Doppelstrophe werden mehrfach Sprachpassagen von Valentino eingestreut, etwa „Ist sie nicht süß“ oder „So weiches Haar“. Auch nach diesem Teil folgt die zweifache Wiederholung des Refrains.
Der letzte Teil besteht aus drei Strophen, von denen Valentino die erste und letzte und die Frauenstimme die mittlere singt. Beendet wird das Lied wieder mit einem vierfachen Refrain, gemeinsam von männlicher und weiblicher Stimme gesungen.
Kompositorisch basiert der Song auf drei Akkorden, zunächst in der Tonart D-Dur in der Progression D, G, A. Beim Refrain nach der zweiten Doppelstrophe erfolgt eine Rückung nach Es-Dur. Zur letzten Drittelstrophe rückt die Musik nach E-Dur mit den Akkorden E, A und H, in welcher der Song auch endet. Im Wagen vor mir ist im Vier-Viertel-Takt komponiert. Im Arrangement der Erstveröffentlichung kommen eine akustische Rhythmusgitarre auf den Viertelnoten und eine Bassdrum auf dem Beat zum Einsatz, eine dezente Snaredrum spielt auf der zweiten und der vierten Viertelnote. Während der männlich gesungenen Passagen sowie während der Refrains spielt eine E-Gitarre im Übergang zwischen den Liedzeilen kurze Soli im Stil des Honky-Tonk-Country. Teils werden zu den letzten beiden Zeilen der Strophen und im Refrain vokalisierende Backgroundstimmen eingesetzt.

## Erfolg und Coverversionen
Im Wagen vor mir erschien in Deutschland bei der Crystal Schallplatten GmbH (EMI Group) als Single, auf der B-Seite wurde das Lied Sie nannten ihn Sunny-Boy aufgenommen. Es konnte sich im deutschsprachigen Bereich sehr gut etablieren und gehört zu den klassischen Partyschlagern. Dadurch erschien es entsprechend in der Originalversion auf zahlreichen Schlager- und Partymusiksamplern. Im Oktober 1977 stieg der Song in die deutschen Single-Charts auf Rang 24 ein und stieg in den Folgewochen bis auf Rang 8, insgesamt blieb er 33 Wochen in den Top 100. In den österreichischen und schweizerischen Charts tauchte der Song dagegen nicht auf. Am 9. Januar 1978 traten Henry Valentino + Uschi in der Folge 101 zum ersten Mal in der ZDF-Hitparade mit Dieter Thomas Heck auf und waren dort auch in den beiden folgenden Sendungen zu Gast. In der Sendung disco mit Ilja Richter waren sie in der Folge 86 bereits am 10. Dezember 1977 zu sehen.
Das Lied wurde von zahlreichen Musikern und Bands neu veröffentlicht oder gecovert. Dabei spielt es vor allem als Partyhit für mehrere Schlagercover eine Rolle, allerdings griffen auch mehrere Bands aus dem Bereich der Punkmusik das Lied auf. Während die meisten Coverversionen auch den Text weitgehend unverändert übernahmen, wurde er bei anderen Versionen teilweise stark verändert und parodiert. Blum selbst veröffentlichte das Stück erneut im Jahr 1990 als Henry Valentino & Ute Geller (heute: Colör), 1993 als Henry Valentino + Daffi mit der Kölnerin Daffi Cramer und zuletzt 2002 mit der Fernsehmoderatorin Katrin Huß in vertauschten Rollen als „Die andere Version“.

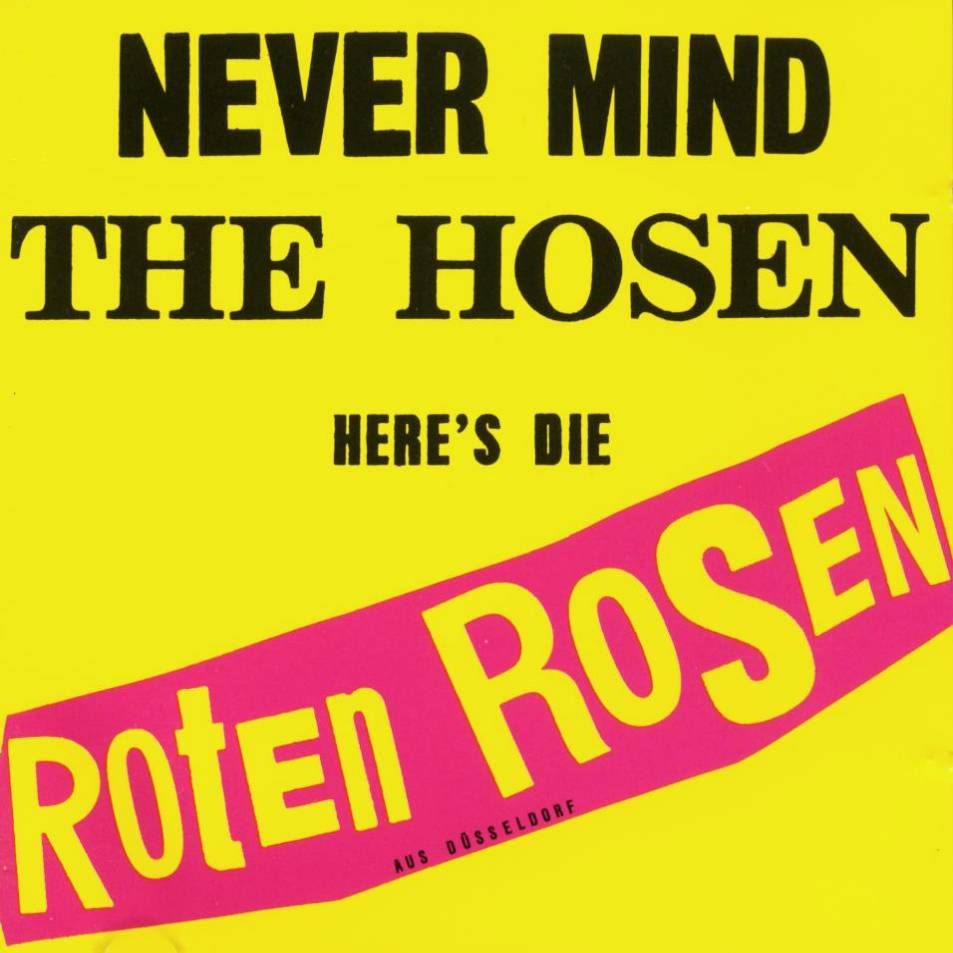
Die Toten Hosen veröffentlichten Im Wagen vor mir auf ihrem Album Never Mind The Hosen – Here’s Die Roten Rosen

Die Punkversion der Band Die Toten Hosen, die 1987 unter dem Namen „Die Roten Rosen“ das Album Never Mind The Hosen – Here’s Die Roten Rosen mit verrockten Schlagerklassikern veröffentlichten, wurde durch den Erfolg des Albums einer größeren Anzahl von Zuhörern bekannt. Sie spielten das Lied mit der Gastsängerin Monique Maasen von der Band Asmodi Bizarr ein und veröffentlichten es neben dem Album auch als Single zusammen mit dem Lied Halbstark.
Michael „Bully“ Herbig und Sasha präsentierten ihre Coverversion mit dem Titel Im Planwagen vor mir 2002 in der Fernsehshow Bullyparade.
Zu den Bands und Interpreten, die das Lied in einer Coverversion veröffentlichten, gehören: u. a.
- 1978: Orchester Udo Reichel – Im Wagen vor mir auf dem Album Heidi (und andere Kinderhits)[24]
- 1978: Klaus Wunderlich – Im Wagen vor mir auf dem Album Wunderlich Pops 7[25]
- 1978: Adam und die Micky’s – Im Wagen vor mir … fährt so’n alte Simpel[26] Hier wird ein Streit zwischen einem Autofahrer aus Frankfurt und einem aus Offenbach erzählt, zwei Städten mit lokaler Rivalität.
- 1982: Alfi Nipič – V avtu pred menoj - Im Wagen vor mir, auf Slowenisch und auf dem Album Tako Živim
- 1987: Die Roten Rosen – Im Wagen vor mir, als Single[22] und auf dem Album Never Mind The Hosen – Here’s Die Roten Rosen[20]
- 1996: Double Impact – Im Wagen vor mir[27]
- 1997: Les Tender Whiskers – Im Wagen vor mir auf dem Album Monsterpussy[28]
- 1998: Die Arschgefickten Gummizofen – Im Wagen vor mir fährt ne geile Ficksau auf dem Mini-Album Wasch dir mal die Pflaume[29]
- 1998: Nordwind – Im Wagen vor mir auf dem Album Liebe, Lust & Limonade[30]
- 1999: Axel Schweiss Band – Wägele (Im Wagen vor mir)[31]
- 2002: Otto Waalkes – Im Wagen vor mir auf dem Album Only Otto[32]
- 2005: Holy Moses – Im Wagen vor mir auf dem Album Strength, Power, Will, Passion[33]
- 2005: Die Gerd Show – Angie & Gerd (Elmar Brandt und Anne Onken) – Im Wahlkampf vor mir (Zonenmädchen)[34] auf dem Album Greatest Hartz[35]
- 2007: Dieter Thomas Kuhn & Band – Im Wagen vor mir auf dem Album Musik ist Trumpf[36]
- 2008:  Überflüssig &  Olivia Klemke  – Im Wagen vor mir auf dem Album Kapitel 5[37]
- 2011: Schäfer Heinrich – Im Traktor vor mir
- 2015: ComBox – Im Wagen vor mir
- 2018: Betontod – Im Wagen vor mir auf dem Album Vamos![38]
- 2021: German Truck Driver & Tinka - Im Wagen vor mir

## Rezeption
Der Song gilt allgemein als „Schlagerhit“ und „Ohrwurm“. Schlagerexperte Roger De Win sagte: „Auch heute noch ist Im Wagen vor mir ein Schlagerklassiker. Und es ist immer wieder faszinierend, wie ein berühmter Komponist einen Hit nur deshalb zustande bringt, weil er auf seine Frau hört.“ Schlagerplanet.com schrieb: „Die fröhliche Nummer begeistert mit beschwingten Country-Einflüssen und, wie viele andere Henry-Valentino-Songs, ist auch Im Wagen vor mir eine lustig-humorvolle Single. Der Sänger nimmt die Rolle des verliebten Typen ein, der einem Mädchen im anderen Auto ein mulmiges Gefühl einjagt, ohne sich dessen bewusst zu werden. So können amouröse Signale missverstanden werden!“
Mit dem Aufkommen von Debatten um Stalking und sexuelle Belästigungen geriet der Song wegen der im Text dargestellten Situation in die Kritik und wurde als Beispiel für angstauslösende Situationen genannt. Die Journalistin und Schriftstellerin Jenni Zylka schrieb 2004 in der taz hierzu:

„In diesem Lied singt ein männlicher Autofahrer auf der Autobahn davon, dass vor ihm ein junges Mädchen fährt: ‚Sie fährt allein, und sie scheint hübsch zu sein‘, also nichts wie ran: Er verfolgt das arme Ding so lange, bis ihr ‚die Sache langsam mulmig‘ wird und sie ‚die allernächste Abfahrt raus‘ fährt, um sich dort zu „verstecken hinter irgendwelchen Hecken“ – ein klarerer Fall jener Abart sexueller Belästigung, die der Amerikaner ‚street abuse‘ nennt, wurde meiner Ansicht nach noch in keinem Schlager besungen.“

Sie stellte es als „das schlimme Frauenangst-Lied“ in den Kontext seiner Zeit, „die 70er, ganz, ganz kurz vor der dringend notwendigen Frauenbewegung und Anti-Sexismus-Debatte.“
Auch andere nutzen das Lied als Beispiel für eine typische Stalking-Situation, so bezeichnet etwa Holger Hettinger in einem Beitrag für den Deutschlandfunk das Lied als „sabbernde Alt-Stalker-Hymne“. Die Abgeordnete Elisabeth Winkelmeier-Becker führte das Lied 2016 bei einer Rede im Bundestag „zur Verbesserung des Schutzes gegen Nachstellungen“ als Beispiel für eine Nachstellung an, bei der sich die Situation aus dem Blickwinkel der verfolgten Frau vollkommen anders anhört als für den Mann: „Sie macht sich Gedanken darüber, was dieser blöde Kerl da hinter ihr will. Sie ist genervt, sie ist verunsichert, sie fühlt sich bedrängt, und sie nimmt das zum Anlass, von der Autobahn runterzufahren, obwohl sie dadurch zu spät kommt.“
In seiner „Liebeserklärung an das Auto“ beschrieb Rainer Moritz 2019 in der NZZ seine ambivalenten Gedanken bei einer Autofahrt so: „Ich denke an dies und jenes, geniesse einen Anflug von Melancholie und freue mich, wenn im Radio Peter Rubins Wir zwei fahren irgendwohin oder Im Wagen vor mir ertönt: jener aus heutiger hochkorrekter Warte eindeutig als sexistisch einzustufende Evergreen, den Henry Valentino und Uschi vor vielen Jahren sangen.“

## Belege
1. ↑  Henry Valentino – Biografie. Abgerufen am 7. Oktober 2019.
2. ↑  Henry Valentino und Paul Bistes Rag-Time-Band – Ich hab’ dein Knie geseh’n. offiziellecharts.de, abgerufen am 7. Oktober 2019.
3. 1 2  Jonas-Erik Schmidt, dpa: Schlagersänger Henry Valentino wird 90. volksstimme.de, 22. Mai 2018, abgerufen am 7. Oktober 2019.
4. ↑  Henry Valentino & Daffi Cramer - Im Wagen vor mir. Abgerufen am 13. November 2019.
5. 1 2 3 4  Schlagermosaik – Erfolgreicher Hit Dank Ehefrau. In: srf.ch. 22. Juni 2019, abgerufen am 7. Oktober 2019.
6. ↑  Volksstimme Magdeburg: Henry Valentino hat noch den falschen Bart. Abgerufen am 7. Oktober 2019.
7. 1 2  Henry Valentino + Uschi – Im Wagen vor mir. offiziellecharts.de, abgerufen am 7. Oktober 2019.
8. ↑  Henry Valentino + Uschi – Im Wagen vor mir bei Discogs, abgerufen am 9. Oktober 2019.
9. 1 2  Henry Valentino + Uschi – Im Wagen vor mir. austriancharts.at, abgerufen am 7. Oktober 2019.
10. 1 2  Henry Valentino + Uschi – Im Wagen vor mir. hitparade.ch, abgerufen am 7. Oktober 2019.
11. ↑  ZDF-Hitparade, Folge 101. fernsehserien.de, abgerufen am 9. Oktober 2019.
12. ↑  ZDF-Hitparade, Folge 102. fernsehserien.de, abgerufen am 9. Oktober 2019.
13. ↑  ZDF-Hitparade, Folge 103. fernsehserien.de, abgerufen am 9. Oktober 2019.
14. ↑  disco, Folge 86. fernsehserien.de, abgerufen am 9. Oktober 2019.
15. ↑  germancharts.de – Das deutsche Chartsportal. Archiviert vom Original (nicht mehr online verfügbar) am 28. August 2021; abgerufen am 7. Oktober 2019.  Info: Der Archivlink wurde automatisch eingesetzt und noch nicht geprüft. Bitte prüfe Original- und Archivlink gemäß Anleitung und entferne dann diesen Hinweis.
16. ↑  Was wurde aus … Daffi Cramer. Abgerufen am 9. Oktober 2019.
17. ↑  germancharts.de – Das deutsche Chartsportal. Archiviert vom Original (nicht mehr online verfügbar) am 28. August 2021; abgerufen am 7. Oktober 2019.  Info: Der Archivlink wurde automatisch eingesetzt und noch nicht geprüft. Bitte prüfe Original- und Archivlink gemäß Anleitung und entferne dann diesen Hinweis.
18. ↑  Offizielle Deutsche Charts – Katrin Huß + Henry Valentino. Im Wagen vor mir (die andere Version). Abgerufen am 7. Oktober 2019.
19. ↑  youtube: Katrin Huß & Henry Valentino – Im Wagen vor mir. Abgerufen am 31. Oktober 2019.
20. 1 2  Die roten Rosen – Never Mind The Hosen – Here’s Die Roten Rosen bei Discogs, abgerufen am 9. Oktober 2019.
21. ↑  Interview mit Monique Maasen, Gastsängerin bei den Roten Rosen. Die Toten Hosen, November 2001, archiviert vom Original am 25. Juni 2013; abgerufen am 25. Oktober 2013.
22. 1 2  Die roten Rosen – Im Wagen vor mir bei Discogs, abgerufen am 9. Oktober 2019.
23. ↑  Michael Bully Herbig: "Duett Winnetouch und Sasha" - bullyparade - TV Comedyshow / 2002. In: youtube.com. Abgerufen am 23. März 2024.
24. ↑  Orchester Udo Reichel – Heidi (und andere Kinderhits) bei Discogs, abgerufen am 9. Oktober 2019.
25. ↑  Klaus Wunderlich – Wunderlich Pops 7 bei Discogs, abgerufen am 9. Oktober 2019.
26. ↑  Adam und die Micky’s – Im Wagen vor mir… fährt so'n alte Simpel bei Discogs, abgerufen am 9. Oktober 2019.
27. ↑  Double Impact – Im Wagen vor mir bei Discogs, abgerufen am 9. Oktober 2019.
28. ↑  Les Tender Whiskers – Monsterpussy bei Discogs, abgerufen am 9. Oktober 2019.
29. ↑  Die Arschgefickten Gummizofen – Wasch dir mal die Pflaume bei Discogs, abgerufen am 9. Oktober 2019.
30. ↑  Nordwind – Liebe, Lust & Limonade bei Discogs, abgerufen am 9. Oktober 2019.
31. ↑  Axel Schweiss Band – Wägele (Im Wagen vor mir) bei Discogs, abgerufen am 9. Oktober 2019.
32. ↑  Otto – Only Otto bei Discogs, abgerufen am 9. Oktober 2019.
33. ↑  Holy Moses – Strength, Power, Will, Passion bei Discogs, abgerufen am 9. Oktober 2019.
34. ↑  Martin Sonneborn: Kanzler-Imitator: Auf unterstem Niveau. In: spiegel.de. 7. Juni 2005, abgerufen am 12. Juli 2024.
35. ↑  Die Gerd Show – Greatest Hartz bei Discogs, abgerufen am 9. Oktober 2019.
36. ↑  Dieter Thomas Kuhn & Band – Musik ist Trumpf bei Discogs, abgerufen am 9. Oktober 2019.
37. ↑  Überall – Kapitel 5 bei Discogs, abgerufen am 27. September 2023; Video auf YouTube
38. ↑  Betontod – Vamos! bei Discogs, abgerufen am 9. Oktober 2019.
39. ↑  Schlagersänger Henry Valentino wird 90. In: Volksstimme.de.
40. ↑  Schlüpfrige Texte, gute Laune – Henry Valentinos schönste Lieder. In: Schlagerplanet.com.
41. 1 2  Jenni Zylka: Jenni Zylka über Pest & Cholera: Pull up to my bumper, baby. taz.de, 7. September 2004, abgerufen am 12. Oktober 2019.
42. ↑  Holger Hettinger: Bye-bye Diesel! Deutschlandfunk Kultur, 7. August 2017, abgerufen am 13. Oktober 2019.
43. ↑  Elisabeth Winkelmeier-Becker: Elisabeth Winkelmeier-Becker: „Strafbarkeit des Stalkings ist ein wichtiges Anliegen der Union“. Rede zur Verbesserung des Schutzes gegen Nachstellungen. CDU, 20. Oktober 2016, abgerufen am 13. Oktober 2019.
44. ↑  Rainer Moritz: Eine Liebeserklärung an das Auto. In: Neue Zürcher Zeitung. (nzz.ch [abgerufen am 15. Oktober 2019]).